# تور گرانیت
تور گرانیت (انگلیسی: Tour Granite) ساختمان اداری ۳۵ طبقه، متعلق به شرکت سوسیته ژنرال و مستقر در لا دفانس، فرانسه است، که در سال ۲۰۰۸ احداث گردید.